# Stadion Čukarički
Stadion Čukarički (serb. Стадион Чукарички) − stadion piłkarski mieszczący się w Belgradzie, na którym domowe mecze rozgrywa miejscowy klub FK Čukarički. Pojemność stadionu wynosi 4000 miejsc.